# ملاکاوو
ملا کاوو، نام یک کوه در محدوده‌ی شهرستان سنندج در استان کردستان است، این کوه ۲۸۲۰ متر ارتفاع دارد و در ۳۷ کیلومتری جنوب غربی شهر سنندج قرار دارد.
این کوه در شرق روستای علی آباد قرار دارد. کوه سنگ رخناوی در شمال این کوه قرار می‌باشد.